# PGLYRP1
肽聚醣識別蛋白1（Peptidoglycan Recognition Protein 1）也被稱為 TAG7、PGRP-S,是在人類PGLYRP1基因編碼的蛋白。化学式为:C888H1350O273N254S11
肽聚糖识别蛋白（Peptidoglycan Recognition Proteins, PGRPs）是近幾年來，在昆蟲和哺乳動物體內所發現的一種先天性免疫激活蛋白。哺乳動物具有四種PGRPs，分別命名為PGRP-S、PGRP-L、PGRP-Iα以及PGRP-Iβ（也稱為PGLYRP-1、PGLYRP-2、PGLYRP-3與PGLYRP-4）。
其中，PGRP-S為哺乳動物PGRP中最早克隆得到的。在過去的試驗發現PGRP-S會活化生物體的淋巴免疫細胞而誘發體內生成干擾素（IFN-γ）、腫瘤壞死因子（TNF-α），而展現出抗病毒的效果，且受到PGRP-S活化的淋巴免疫細胞並不會對正常的健康細胞產生危害。

## 組織分布與分泌
該PGLYRP-1基因會高度表現在骨髓、循環型多形核白细胞（PMLs），以及角膜上皮细胞。主要在顆粒多型核白血球（PML）可以發現PGLYRP1蛋白。

## 結構
如同大多數肽聚醣識別蛋白，PGLYRP-1有一個羧基端第2型醯胺域（也稱為PGRP域）並包括三個α-螺旋，五個β股，螺旋，並具有能形成三個雙硫鍵的三對保守半胱氨酸。 PGLYRP1會形成二聚體，以表現出抗微生物活性，並且可以與熱休克蛋白70形成複合體，而表現出其毒性。

## 功能
PGLYRP-1蛋白在先天免疫反應中扮演著極為重要的腳色。 此蛋白針對革蘭氏陽性菌，例如金黄色葡萄球菌、表皮葡萄球菌以及李斯特菌，且通常具有促炎的影響，會誘發組織中肿瘤坏死因子-α（TNF-a）和干扰素伽玛（IFN-γ）的生成，對於豬PRRS病毒、流感病毒以及腸病毒在研究中也能產生出抑制的效果。
在過去的研究中，我們也知道PGLYRP-1能與熱休克蛋白70形成具有細胞毒性的複合體，這表示了它也許能作為抗癌症的腳色。 身為一個具有抗菌屬性的識別病原蛋白，PGLYRP-1也許在維持腸道中微生物菌叢中扮演著重要腳色。

## 機制
作為抗微生物劑，PGLYRP-1結合到其目標細胞，並不會像防禦素和其他抗菌肽一樣，穿透細菌細胞壁。 相反地，PGLYRP-1的結合激活了細菌的壓抑反應，而導致細菌關閉轉錄和轉譯作用，以及誘導氧化反應。作為一個細胞毒性劑，PGLYRP1-熱休克蛋白70複合體

## 可能的病理學作用
在人體上，PGLYRP-1基因的單核苷酸多態性與潰瘍性結腸炎的發生有關。
在小鼠，缺乏PGLYRP1會增加感染傳染性疾病的機率，但也减少了自體免疫性疾病的侵擾。當感染綠膿桿菌時，缺乏 PGLYRP1會增加角膜感染的風險性，減少角膜創傷的癒合能力，並且增加了角膜刮傷。 但PGLYRP1缺陷的小鼠同時也減緩了過敏性皮膚炎和接觸性皮膚炎的嚴重性，且對於哮喘的發生也有所影響。

## 相關閱讀
- Cho JH, Fraser IP, Fukase K,  et al. . Blood. 2005, 106 (7): 2551–8. PMC 1895263 . PMID 15956276. doi:10.1182/blood-2005-02-0530.
- Guan R, Wang Q, Sundberg EJ, Mariuzza RA. . J. Mol. Biol. 2005, 347 (4): 683–91. PMID 15769462. doi:10.1016/j.jmb.2005.01.070.
- Guan R, Roychowdhury A, Ember B,  et al. . Proc. Natl. Acad. Sci. U.S.A. 2005, 101 (49): 17168–73. PMC 535381 . PMID 15572450. doi:10.1073/pnas.0407856101.
- Gerhard DS, Wagner L, Feingold EA,  et al. . Genome Res. 2004, 14 (10B): 2121–7. PMC 528928 . PMID 15489334. doi:10.1101/gr.2596504.
- Guan R, Malchiodi EL, Wang Q,  et al. . J. Biol. Chem. 2004, 279 (30): 31873–82. PMID 15140887. doi:10.1074/jbc.M404920200.
- Grimwood J, Gordon LA, Olsen A,  et al. . Nature. 2004, 428 (6982): 529–35. PMID 15057824. doi:10.1038/nature02399.
- Sashchenko LP, Dukhanina EA, Yashin DV,  et al. . J. Biol. Chem. 2004, 279 (3): 2117–24. PMID 14585845. doi:10.1074/jbc.M307513200.
- Wang ZM, Li X, Cocklin RR,  et al. . J. Biol. Chem. 2004, 278 (49): 49044–52. PMID 14506276. doi:10.1074/jbc.M307758200.
- Clark HF, Gurney AL, Abaya E,  et al. . Genome Res. 2003, 13 (10): 2265–70. PMC 403697 . PMID 12975309. doi:10.1101/gr.1293003.
- Strausberg RL, Feingold EA, Grouse LH,  et al. . Proc. Natl. Acad. Sci. U.S.A. 2003, 99 (26): 16899–903. PMC 139241 . PMID 12477932. doi:10.1073/pnas.242603899.
- Liu C, Xu Z, Gupta D, Dziarski R. . J. Biol. Chem. 2001, 276 (37): 34686–94. PMID 11461926. doi:10.1074/jbc.M105566200.